# Jeffrey Johnson
Jeffrey Scott Southworth Johnson (* 28. Januar 1970 in Southborough, Massachusetts) ist ein US-amerikanischer Schauspieler.

## Leben und Karriere
Jeffrey Johnson stammt aus dem US-Bundesstaat Massachusetts, in dem er auch aufwuchs. Johnson ist Pastor und führte unter anderem durch die Hochzeitszeremonie seiner Schwester und deren Ehemann im Jahre 2005.
1999 war er im Kurzfilm Resculpting Venus erstmals vor der Kamera zu sehen. 2004 übernahm er als Terry Malcher eine Nebenrolle im Fernseh-Zweiteiler Helter Skelter. Seit dem Jahr 2001 war er in einer Reihe von Gastrollen in Serien wie Three Sisters, So Little Time, Boomtown, The District – Einsatz in Washington, Without a Trace – Spurlos verschwunden, CSI: Vegas, Day Break, Burn Notice, Unhitched, Criminal Minds, The Secret Life of the American Teenager, Bones – Die Knochenjägerin, Lie to Me, Navy CIS, Vegas und Lovecraft Country zu sehen. 2010 übernahm er als Brady McDaniel, neben Robyn Lively, eine der zentralen Rollen des Films Letters to God. 2015 war er in einer kleinen Rolle im Science-Fiction-Film Terminator: Genisys zu sehen.
Neben seinen Rollen in Film und Fernsehen ist Johnson auch als Sänger und Gitarrist musikalisch aktiv. Unter anderem ist er Teil der Band NSC. Darüber hinaus lieh er in der Vergangenheit auch Figuren in Videospielen die Stimme, unter anderem in TERA: The Exiled Realm of Arborea und verschiedenen Figuren der Hitman-Reihe. 

## Filmografie (Auswahl)
- 1999: Resculpting Venus (Kurzfilm)
- 2001: Three Sisters (Fernsehserie, Episode 1x04)
- 2002: So Little Time (Fernsehserie, Episode 1x15)
- 2002: Scorcher – Die Erde brennt (Scorcher)
- 2002: Boomtown (Fernsehserie, Episode 1x04)
- 2003: Tremors (Fernsehserie, Episode 1x09)
- 2004: The District – Einsatz in Washington (The District, Fernsehserie, Episode 4x12)
- 2004: Target – Der Krieg der Sniper (Target)
- 2004: Helter Skelter (Fernsehfilm)
- 2004: Without a Trace – Spurlos verschwunden (Without a Trace, Fernsehserie, Episode 3x05)
- 2005: CSI: Vegas (CSI: Crime Scene Investigation, Fernsehserie, Episode 5x18)
- 2005: A Coat of Snow
- 2005: House of Grimm
- 2006: Barbershop (Fernsehserie, Episode 1x01)
- 2007: Day Break (Fernsehserie, Episode 1x07)
- 2007: Burn Notice (Fernsehserie, Episode 1x11)
- 2008: Unhitched (Fernsehserie, Episode )
- 2009: Stellina Blue
- 2010: Criminal Minds (Fernsehserie, Episode 5x12)
- 2010: Letter to God
- 2010: The Secret Life of the American Teenager (Fernsehserie, Episode 3x09)
- 2010: Bones – Die Knochenjägerin (Bones, Fernsehserie, Episode 6x06)
- 2011: Lie to Me (Fernsehserie, Episode 3x12)
- 2011: Navy CIS (NCIS, Fernsehserie, Episode 8x21)
- 2012: Worth: The Testimony of Johnny St. James
- 2012: Vegas (Fernsehserie, Episode 1x06)
- 2012: Shadow Witness
- 2014: Apparitional
- 2015: Terminator: Genisys
- 2017: Gas Light
- 2017: Captain Black
- 2017: Good Grief
- 2019: The 6th Degree
- 2020: Casting The Net (Fernsehserie, 3 Episoden)
- 2020: Lovecraft Country (Fernsehserie, Episode 1x01)
- 2023: Magazine Dreams